# اشکانیان (شاهنامه)
اشکانیان سومین دودمان پادشاهی ایران اساطیری و دودمانی ملوک‌الطوایفی در شاهنامه و اسطوره‌شناسی ایرانی می‌باشد. شاهان اشکانی برپایهٔ شاهنامهٔ فردوسی و دیگر منابع ایرانی، هشت تن بودند که دویست و هشتاد و سه سال (۳۰۸۴–۳۳۶۷ پس از کیومرث) پادشاهی کرده‌اند و تبارشان به کی‌قباد می‌رسد؛ نخستین شاه اشکانی اشک و واپسین شاه اشکانی اردوان است. پادشاهی اشکانی به‌دست اردشیر بابکان سرنگون شد و پادشاهی ساسانی بنیان نهاده شد.

## در شاهنامه
| کنون‌ای سراینده فرتوت مرد    |  | سوی گاه اشکانیان بازگرد       |
| چه گفت اندر آن نامه‌ی راستان |  | که گوینده یاد آرد از باستان   |
| پس از روزگار سکندر جهان     |  | چه گوید کرا بود تخت مهان      |
| چنین گفت داننده دهقان چاچ   |  | کزان پس کسی را نبد تخت عاج    |
| بزرگان که از تخم آرش بدند   |  | دلیر و سبکسار و سرکش بدند     |
| به گیتی به هر گوشه‌یی بر یکی |  | گرفته ز هر کشوری اندکی        |
| چو بر تختشان شاد بنشاندند   |  | ملوک طوایف همی خواندند        |
| برین گونه بگذشت سالی دویست  |  | تو گفتی که اندر زمین شاه نیست |
| نکردند یاد این ازان آن ازین |  | برآسود یک چند روی زمین        |
| سکندر سگالید زینگونه رای    |  | که تا روم آباد ماند به جای    |
| نخست اشک بود از نژاد قباد   |  | دگر گرد شاپور خسرو نژاد       |
| ز یک دست گودرز اشکانیان     |  | چو بیژن که بود از نژاد کیان   |
| چو نرسی و چون اورمزد بزرگ   |  | چو آرش که بد نامدار سترگ      |
| چو بنشست بهرام ز اشکانیان   |  | خردمند و با رای و روشنروان    |
| چو زو بگذری نامدار اردوان   |  | ببخشید گنجی با رزانیان        |
| ورا خواندند اردوان بزرگ     |  | که از میش بگسست چنگال گرگ     |
| ورا بود شیراز تا اصفهان     |  | که داننده خواندش مرز مهان     |
| به اصطخر بد بابک از دست اوی |  | که تنین خروشان بد از شست اوی  |
| چو کوتاه شد شاخ و هم بیخشان |  | نگوید جهاندار تاریخشان        |
| سکندر چو نومید گشت از جهان  |  | بیفگند رایی میان مهان         |
| بدان تا نگیرد کس از روم یاد |  | بماند مران کشور آباد و شاد    |
| چو دانا بود بر زمین شهریار  |  | چنین آورد دانش شاه بار        |

— فردوسی
پس از این بخش، فردوسی به شرح شوریدن ساسانیان بر اشکانیان و شورش اردشیر بابکان می‌پردازد.

## فهرست پادشاهان اشکانی
این فهرست بر پایهٔ شاهنامهٔ خالقی مطلق فراهم شده‌است:
| چیدمان | پادشاه | سکه |
| ------ | ------ | --- |
| ۱      | اشک    |     |
| ۲      | شاپور  |     |
| ۳      | گودرز  |     |
| ۴      | بیژن   |     |
| ۵      | نرسی   |     |
| ۶      | اورمزد |     |
| ۷      | خسرو   |     |
| ۸      | اردوان |     |